# دحان ولد أحمد محمود
دحان ولد أحمد محمود(17 يوليو 1952م شنقيط) سياسي ومثقف وكاتب موريتاني. وهو وزير خارجية أسبق لموريتانيا.

## حياته
ولد لاسرة عريقة في شنقيط التاريخية ترقى في مراحل التعليم النظامي، بدءا من المدرسة الآبتدائية بشنقيط، وانتهاء بالمدارس الأكادمية ب فرنسا، وإسبانيا، حيث نال باكالوريا رياضيات بتقدير جيد في فرنسا، ثم التحق بالمدرسة البحرية بفرنسا (لانفئوك بولميك)، وكان الأول في دفعته، كما حصل على دبلوم مدرسة الضباط المتخصصين في الطاقة بفرنسا (سانت ماندرييه)، بدرجة ممتاز، ونال شهادة المتريز في العلاقات الدولية بأسبانيا.
كما تلقى دحان ولد أحمد محمود تكوينا مهنيا عاليا، في كل من الولايات المتحدة الآمريكية على منتجات سويبكو(الشركة النفطية للجنوب الغربي ـ فورت وورث)، وألمانيا على محركات م ت يو فريدريش هافن، وفرنسا على باخرة البحث في المحيطات أوريني في بولون، وموريتانيا على قيادة الباخرة إيديني، وله خبرة واسعة بالمعلوماتية ولغات البرمجة.
وعمل جاهدا على تعلم الشريعة الإسلامية فلازم بعض كبار العلماء، وتلقى على أيديهم دراسات قرآنية وشرعية، واشتغل بمطالعة تفسير القرآن الكريم والفقه الإسلامي، والحديث النبوي الشريف وسيرة المصطفى عليه الصلاة والسلام، وختم صحيح البخاري - مع شرحه فتح الباري للحافظ ابن حجر العسقلاني، وموطأ الإمام مالك بشرح ابن عبد البر «التمهيد لما في الموطإ من المعاني والمسانيد» عدة مرات، كما ختم كتاب الشفا بتعريف حقوق المصطفى للقاضي عياض أكثر من عشرين مرة وقد عين وزير الشؤون الاسلامية والتعليم الأصلي في حكومة  يحيى ولد أحمد الواقف
وفي حقل العمل السياسي والمهني تولى حقيبة وزارة الخارجية والتعاون بجدارة «وكان عمره لا يتجاوز29 سنة»، ووزارة الإعلام، كما شغل منصب الأمين الدائم للجنة العسكرية للخلاص الوطني، التي كان عضوا بها ما بين 1979 – 1981، وتولى وظائف أخرى عديدة من ضابط رئيس في عدة وحدات من البحرية الموريتانية، إلى قائد للبحرية الموريتانتية.
فضلا عن الوظائف الدبلوماسية التي تقلدها حيث شغل منصب الأمين العام المساعد لمجلس وزراء الداخلية العرب، قبل أن تعينه جامعة الدول العربية سفيرا لها في كل من الهند، وإسبانيا،وقد ترأس المعهد الموريتاني للدراسات الإستراتيجية.
واشتغل في القطاع الخاص، فكان رجل أعمال ناجح، حيث تولى الإدارة العامة، لشركة مشرف لإصلاح السفن في نواذيبو، ورئاسة مكتب مروة للدراسات الفنية.
له اهتمامات فكرية وعلمية واسعة، وشارك في عدد كبير من الندوات العلمية، والمؤتمرات الدولية، والملتقيات الفكرية. وأسس ملتقى الحوار العربي الأوروبي في طليطلة، وبقى راعيا له لمدة (6 سنوات)، راجع معجم الكتاب الأساسي متعدد اللغات، الصادر عن المنظمة العربية للتربية والثقافة والعلوم، ونشر دراسات ومقالات تناولت مجالات متنوعة من القانون إلى السياسة، ورد على نظرية صدام الحضارات لصمويل هنتينغتون.
يجيد العربية والفرنسية والإنجليزية والأسبانية، تحدثا وكتابة، وله إلمام بالألمانية والروسية
له اطلاع واسع على التراث الموريتاني أدبا وفنا وتاريخا وعلم أنساب.
متزوج وأب لستة أبناء (أربعة ذكور وابنتين)